# محمد حسين آل نصر الله
السيد محمد حسين محمد علي آل نصر الله (من مواليد 17 أيار 1951 م) هو قاضٍ ومدعٍ عام عراقي، شغل منصب رئيس محكمة الاستئناف لأربع محافظات عراقية مختلفة. تقاعد في أيار 2014 م. وهو حاليًا ممثل قانوني لشركة بيلسبري جلوبال في العراق ورئيس عائلة نصر الله.

## الحياة المبكرة والتعليم
وُلِد نصر الله في 17 أيار 1951 م، لمحمد علي نصر الله ومنيرة طعمة. ينحدر والداه من عائلة آل فائز النبيلة، ويرجع نسبهما لابنة النبي محمد فاطمة وزوجها علي، أول إمام شيعي. وُلِد نصر الله في كربلاء، ونشأ فيها. وهو الأكبر بين ستة أطفال. حكم أسلافه المدينة في بعض المناسبات، وكانوا مسؤولين عن رعاية أماكنها المقدسة. أُعدم شقيقه حيدر على يد النظام البعثي عام 1989 م.

### التعليم
انتقل إلى بغداد في أواخر الستينيات، وحصل على درجة البكالوريوس في القانون والسياسة عام 1972 م من جامعة بغداد. جُنِّد في الجيش بعد تخرجه من الجامعة، وعُيّن جنديًا قانونيًا، وخدم لمدة تقل عن عامين. ثم عمل نصر الله محققًا قضائيًا عام 1973 م، حتى التحق بالمعهد القضائي العراقي عام 1977 م ليصبح قاضيًا. وتخرج قاضيًا من المعهد عام 1979 م. كما تخرج في الدراسات العليا التخصصية من المعهد نفسه عام 2000 م.
حصل نصر الله على شهادة من الأمم المتحدة خلال دورة اتفاقية منع ومعاقبة جريمة الإبادة الجماعية في عام 2003 م.
بموجب منحة من وزارة التنمية الدولية البريطانية، سافر نصر الله، برفقة 139 قاضيًا عراقيًا آخر، إلى براغ لحضور دورة "الحكم في دولة ديمقراطية" في معهد مبادرة القانون في أوروبا الوسطى والشرقية. وحصل على دبلوم من المعهد عام 2004 م. كما حصل على دبلوم في إنفاذ القانون من فربانيا عام 2005 م.

## الحياة المهنية
في 19 يونيو/حزيران 1979، صدر المرسوم الجمهوري بتعيين القضاة لتلك السنة، وكان نصر الله من بين المعينين، إلا أنه تردد في تولي منصبه. ويرجع ذلك إلى تعارض قوانين الأحوال الشخصية في العراق البعثي مع الشرائع والقيم الإسلامية. لذا، انتهى به الأمر إلى زيارة السيد محمد باقر الصدر في النجف، وحصل على فتوى شرعية تُجيز له ذلك، مع توجيهات بشأن كيفية أداء هذا الدور، دون المساس بقيمه الدينية.
شارك نصر الله في انتفاضة عام 1991 م من خلال دعم المتمردين، وفي نهاية المطاف اشتبه به البعثيون، لذلك نُفي بعيدًا عن مسقط رأسه للعمل في مدن في شمال وجنوب العراق.

### رئاسة البلدية والوصاية (السدانة)
بعد فترة وجيزة من غزو أمريكا للعراق عام 2003 م، شُكِّلَت لجنة حوكمة لإدارة كربلاء، ولذلك رشَّح الأعضاء نصر الله كعمدة جديد ليحل محل طلي الدوري. ومع ذلك، رفض نصر الله طلب المدينة لأنه كان يركز على حياته المهنية. ثم عُين نصر الله كوصي (سادن) على مرقد الإمام الحسين، حتى عيّن آية الله السيستاني أمينًا عامًا، كجزء من الانتقال الدستوري لإدارة الأضرحة من السادن إلى مكتب الوقف الشيعي. ومع ذلك، ظل نصر الله في مجلس إدارة المرقد حتى 14 كانون الثاني 2014 م.

### محكمة الاستئناف
محكمة الاستئناف هي أعلى هيئة قضائية وإدارية في العراق. ويعتبر رئيس المحكمة رئيسًا للقضاء في المحافظة وعضوًا في مجلس القضاء الأعلى. في 20 تشرين الأول 2003 م، عُيّن نصر الله نائبًا لرئيس محكمة استئناف بابل. وبعد عام أصبح رئيسًا لمحكمة استئناف واسط، وعضوًا في مجلس القضاء الأعلى. وفي عام 2005 م، أسس محكمة الاستئناف في كربلاء وعُيّن رئيسًا لها. وبعد عامين، أصبح رئيسًا لمحكمة استئناف المثنى، حتى عام 2011 م.

### هيئة الرقابة القضائية
في عام 2011 م، أصبح عضوًا في هيئة الرقابة القضائية التابعة لمجلس القضاء الأعلى. وكان نصر الله مسؤولًا عن مراقبة سلوك القضاة والموظفين في محاكم بابل وواسط والنجف والقادسية. وظل عضوًا في الهيئة حتى تقاعده في 27 أيار 2014 م.

### ترشيح تكنوقراطي
في عام 2016 م، حاول مقتدى الصدر تشكيل حكومة تكنوقراطية مع حيدر العبادي. وفي هذه الحملة، تم ترشيح نصر الله وزيرًا للعدل، نظرًا لاستقلاله السياسي وسمعته المشرفة. ومع ذلك، بسبب الفوضى السياسية في العراق، لم يتم تنفيذ خطط الحكومة.

## الأعمال
أصدر نصر الله ثلاث دراسات قانونية:
- الوصية الإلزامية: في القانون والفقه (1987)
- قوانين الغياب (1993)
- قوانين الاحتجاج والاستئناف غيابيًا (1999)

وقد أدت نتائج الدراستين الأوليين إلى تعديلات في قانون الأحوال الشخصية العراقي.

## الحياة الشخصية
نصرالله متزوج ولديه أربعة أبناء. ابنه علي، يُدرِّس علوم الحاسوب في جامعة كربلاء.

## طالع أيضًا
- السلطة القضائية العراقية
- مدحت المحمود
- عائلة الفايز